# 안정모

안정모(1967년 12월 26일 출생, 기업인, 그룹 '티삼스' 키보디스트)는 (주)스쿨뮤직엔터테인먼트 대표이사이다.

## 개요
안정모는 1987년 제8회 MBC '강변가요제'에서 동상과 가창상을 수상한 그룹 '티삼스'의 키보드 연주자 출신이다.
특기를 살려 음악학원을 운영하다가 돈을 좀 벌어서 음반제작사를 설립했지만, IMF 외환위기 때 폐업하고 전재산이 12만원만 남을 정도였다.  취미로 온라인에 악기 연주 동영상을 올렸더니 자연스레 악기에 대한 문의가 나왔고, 안정모는 '스쿨뮤직'이란 상호로 악기 판매업을 시작했다. 절벽 위에 산다는 심정으로 오기와 창의성으로 최악의 상황에서 죽기 아니면 살기로 덤볐다. 2009년 '스쿨뮤직'은 당시 온라인 쇼핑몰로서는 드물게 연 매출을 100억 가까이 올렸다.
2017년 엔터테인먼트 사업에 진출하여 가수 요요미를 발탁해 2018년 2월 23일 첫 앨범 <첫번째 이야기(First Story)>를 발매했다. 영상촬영, 녹음, 영상편집을 직접해서 가수 요요미의 커버곡을 제작한다. 
안정모의 대표곡으로는 <매일 매일 기다려>가 있다.  요요미의 노래 중여러 곡을 작사, 작곡, 편곡했다. 피아노, 베이스 기타 연주도 한다. 요요미의 앨범 사진 촬영 및 뮤직비디오 영상 촬영도 한다. 부인은 작사/작곡가 '정현이'인데 그녀도 요요미의 일부 노래를 작사, 작곡했다. 

## 경력
- 그룹 '티삼스' 멤버, 키보디스트
- 인천밴드협회 회장
- 2010.08~ 인천시하키협회 회장
- 2000~ 스쿨뮤직 대표이사

## 앨범
- 1988.11.10. 티삼스《티삼스》(장르: 락) - 수록곡 <초대 받은 아침>,<슬픔은 더해가고>,<세발 자전거>,<삼봉이와 춘팔이>,<지난 여름>,<창가에서>,<꽃과 비와 나>,<Rock의 세계로>,<우리는 하나>,<매일 매일 기다려>

## 수상
- 1987년 제8회 강변가요제 동상 및 가창상

## 방송
- KBS 2TV 《젊음의 행진》 - 1988년 2월 3주(19880219)